# 沃布勒-瓦尔凡
沃布勒-瓦尔凡（法語：Vosbles-Valfin，法語發音：[vobl valfɛ̃]）是法国汝拉省的一个市镇，属于隆斯勒索涅区。该市镇于2018年由原市镇沃布勒和瓦卢斯河畔瓦尔凡合并而成。

## 地理
沃布勒-瓦尔凡（46°20'25"N, 5°31'28"E）面积21.34 平方千米，位于法国勃艮第-弗朗什-孔泰大區汝拉省，该省份为法国东部内陆省份，北起上索恩省，西北接科多尔省，西临索恩-卢瓦尔省，南至安省，东与杜省和瑞士接壤。
与沃布勒-瓦尔凡接壤的市镇（或旧市镇、城区）包括：阿兰托、图瓦雷特-夸西亚、阿罗马、瓦卢斯河畔圣伊姆蒂耶尔、沙尔诺、蒙兰西亚、热诺、科尔诺、德拉姆莱。
沃布勒-瓦尔凡的时区为UTC+01:00、UTC+02:00（夏令时）。

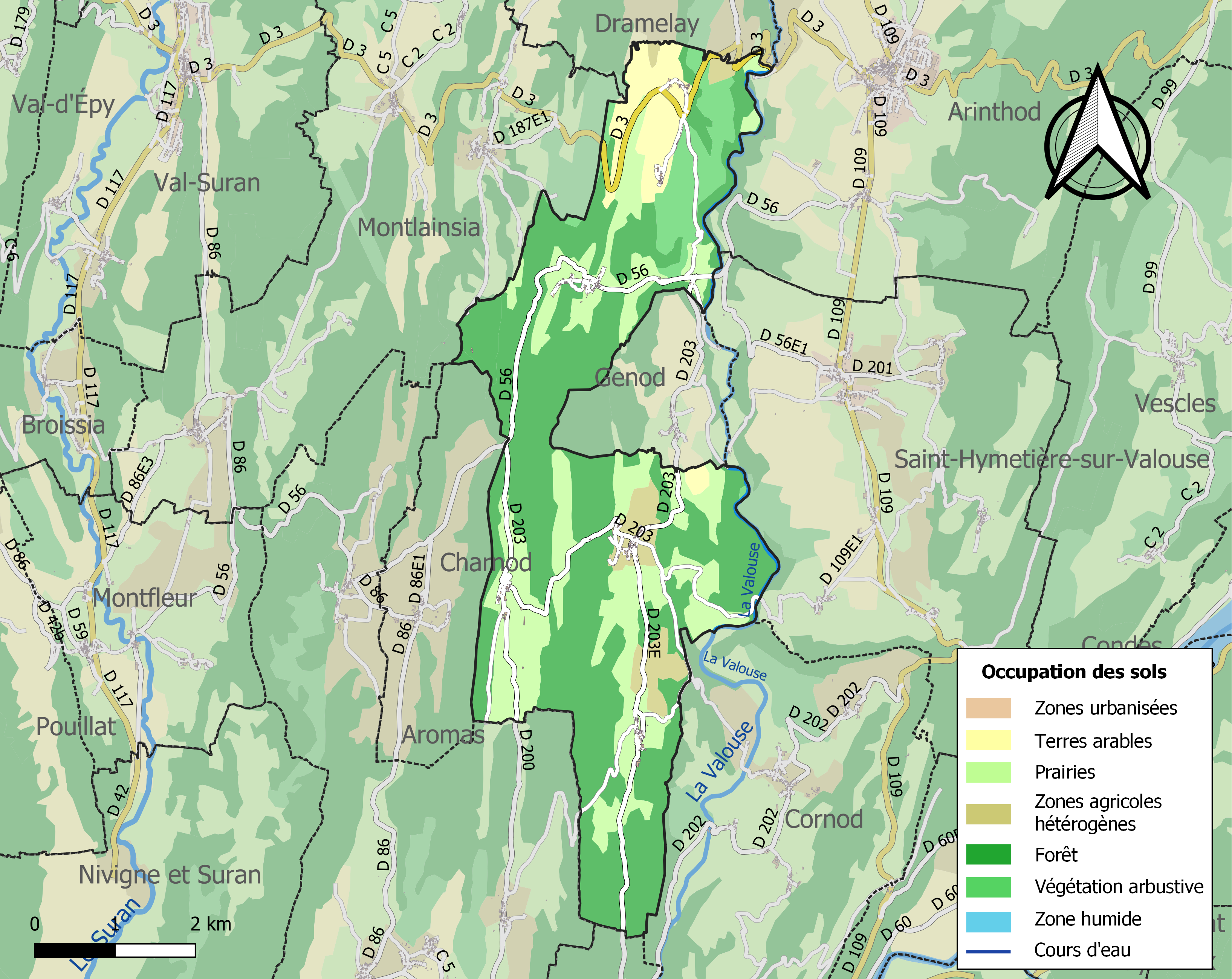
沃布勒-瓦尔凡的OSM定位图

## 行政
沃布勒-瓦尔凡的邮政编码为39240，INSEE市镇编码为39583。

## 政治
沃布勒-瓦尔凡所属的省级选区为穆瓦朗昂蒙塔涅县。

## 人口
沃布勒-瓦尔凡于2022年1月1日时的人口数量为186人。